# Branko Vukelić
Branko Vukelić (Osijek, 1904 – Abashiri, gennaio 1945) è stato un agente segreto jugoslavo, membro della rete di spionaggio di Richard Sorge in Giappone.

## Biografia

### Gli inizi
Branko nacque a Osijek, in Croazia, nel 1904. Suo padre Milivoj era un ufficiale austroungarico. Sua madre Vilma aveva genitori ebrei nativi di Osijek. Il piccolo Branko trascorse l'infanzia in città di scarse dimensioni al seguito di guarnigioni della duplice monarchia, e nel 1918 si mosse con la famiglia a Zagabria, dove frequentò le scuole. Mentre il nuovo Stato jugoslavo usciva dalla Prima guerra mondiale, in un clima di fermento e discussioni, Vukelić subì l'influsso tanto delle idee nazionali, quanto di quelle di sinistra. Si unì a scuola a un circolo denominato "circolo dei darwinisti progressisti". 
Terminate le scuole superiori, Vukelić si iscrisse all'Accademia d'arte di Zagabria, dove entrò a far parte del circolo universitario marxista; varie volte si trovò coinvolto in scontri con la polizia, e sembra che sia stato almeno in uno di questi casi arrestato.
Ritenne a questo punto opportuno lasciare il paese, e stabilirsi temporaneamente in Cecoslovacchia, a Brno: iscrittosi alla facoltà di architettura all'Università di Brno, dopo soli due trimestri decise di ritornare a Zagabria.
Nel 1926, in seguito alla separazione dei suoi genitori, Vukelić andò con la madre a Parigi, dove intraprese gli studi di legge alla Sorbona; tuttavia, la polizia jugoslava fece avere il suo incartamento alla polizia francese, che lo arrestò due volte. Su richiesta della madre, in quel tempo Branko ruppe i rapporti con i comunisti jugoslavi, dato che nel 1922 il partito era stato messo fuori legge dopo gli incidenti del 1922, durante i quali fu assassinato il ministro degli Interni jugoslavo da un giovane comunista.
Il periodo parigino servì a Branko ad incontrare il colonnello De La Roque, fratello del capo della Cagoule, l'organizzazione terroristica fascista: gli atteggiamenti politici della giovane generazione jugoslava (a cui Branko evidentemente apparteneva) rispecchiavano la confusione esistente nello Stato unitario, dove l'opposizione al governo di Belgrado era costituita tanto dai comunisti, quanto da separatisti estremi. Branko divenne così il segretario privato di De La Roque, e fu introdotto nell'ambiente degli affari di Parigi, ottenendo tra l'altro l'mpiego alla Compagnie générale de l'électricité.
Nel gennaio 1930, mentre si trovava in una località balneare della costa atlantica francese, conobbe una ragazza di nome Edith Olson, di cui si innamorò e che poi sposò: ebbe un bambino di nome Paul.
L'anno successivo tornò in Jugoslavia per il servizio militare, ma questo ebbe breve durata, dato che a novembre fu congedato per motivi di salute. Tornò così con la madre in Francia, nel sud, per curarsi.
Nel gennaio 1932, tornò a Parigi, dove "cominciò a condurre una vita strana". A detta della madre, infatti, Branko "non usciva mai di casa, a meno che non dovesse occuparsi di qualche commissione per il barone (il colonnello De la Roque). Una volta al mese si incontrva con "ivan", col quale aveva lunghi colloqui confidenziali. [...] Si stava fabbricando in casa un apparecchio radiotrasmittente. Entrò nel giornalismo, cominciando a scrivere per alcuni quotidiani".

### L'adesione al Comintern
In quell'anno si imbatté in Hugo Klein, noto psicanalista di Zagabria, e Mile Budak, che più tardi diverrà politico di estrema destra croata fino a diventare ministro dell'istruzione nel governo di Ante Pavelić. I due raccontarono a Vukelić di essere scappati attraverso l'Austria quando il governo jugoslavo organizzò la grande campagna anticomunista del 1929.
Su consiglio dei due, al fine di trovare un impiego, Vukelić vergò il suo curriculum vitae, con particolare riferimento al breve periodo di servizio militare. Nelle sue deposizioni alla polizia giapponese, Branko chiarì che descrisse "le dimostrazioni che avevamo osato organizzare nell'esercito e altri incidenti cui avevo assistito o di cui avevo udito parlare", nonché "i contrasti di nazionalità e di classe che separavano gli ufficiali", essendo l'esercito jugoslavo composto da serbi, croati, bosniaci e sloveni. Klein, compiaciuto dagli scritti del giovane Vukelić, lo informò che avrebbe inviato il suo manoscritto all'Impercorr, un organo del Comintern: da quel momento in poi, Branko subì pressioni dallo stesso Klein affinché collaborasse attivamente alla causa comunista.
Nonostante le iniziali proteste di Vukelić, Klein mise quest'ultimo con le spalle al muro, costringendolo ad ammettere che una possibilità di rivoluzione mondiale ci sarebbe stata, se la pace fosse stata mantenuta nel mondo per molti anni e se il Piano quinquennale di Iosif Stalin avesse avuto successo. Branko spostò la sua linea di resistenza, asserendo che il Comintern avesse raggiunto una bassezza intellettuale inaccettabile: a queste rimostranze, Klein replicò che proprio per tale motivo la nuova organizzazione a cui lavoravano sia lui che Budak doveva partire da elementi freschi e capaci come Vukelić. Al Comintern mancava un buon servizio di informazioni, dato che i partiti comunisti locali erano assorbiti dalle tattiche elettorali e i loro uomini erano troppo in vista; l'organizzazione era stata inoltre indebolita dai contrasti tra fazioni (più importante quella trockista).
Per Vukelić, tali osservazioni furono una rivelazione. Nelle sue confessioni, Branko dirà che "ero convinto che se l'Unione Sovietica avesse potuto essere difesa per dieci anni dal pericolo di guerra, sarebbe riuscita a creare una cultura, un'economia e un sistema di difesa socialista abbastanza forte da resistere ad ogni attacco del capitalismo. Klein concordava con me. Sebbene non fosse possibile realizzare la rivoluzione mondiale nel nostro tempo, potevamo almeno collocare le nostre speranze in un paese passato attraverso la preziosa esperienza del socialismo, e tramandare l'idea socialista alle generazioni future".
Alla fine, Vukelić acconsentì ad entrare a far parte dell'organizzazione. 

### Olga e l'incarico giapponese
Nel marzo 1932, a Vukelić venne richiesto di incontrare una donna sulla trentina di nome Olga. Dall'accento, Branko capì trattarsi di una donna del nord, dei Paesi baltici o finlandese. Testimonianze posteriori fanno pensare che "Olga" fosse polacca e appartenente alla OMS (Bureau delle comunicazioni internazionali del Comintern). All'incontro, Olga chiarì che il compito principale dell'organizzazione era quello di raccogliere informazioni: "il lavoro da svolgere" disse a Vukelić "non è quello di un detective militare alla Phillips Oppenheim. Io non mi propongo di rubare codici segreti, seducendo giovani ufficiali. Desidero solo che facciate uso della vostra esperienza di giornalista". Sottolineò inoltre che Branko avrebbe dovuto osservare i fatti dal punto di vista marxista, e che, dovunque fosse andato, avrebbe trovato qualche "compagno esperto, simpatizzanti" pronti a collaborare.
Inizialmente, Vukelić desistette e chiese per quale motivo il Comintern non potesse usare le ambasciate sovietiche per raccogliere informazioni. Olga gli replicò dicendo che "ogni paese, tranne l'Urss, può servirsi di un'ambasciata per il servizio segreto e la propaganda. Noi dobbiamo affidarci al lavoro dei giovani comunisti: le ambasciate sovietiche sono sempre controllate. Se un'ambasciata sovietica è coinvolta in un'azione del genere, l'Unione Sovietica diventa corresponsabile del Comintern, e l servizio diplomatico sovietico e il Comintern non sempre hanno le stesse vedute".
Vukelić, dopo altre rimostranze, si vide costretto ad accettare: Olga gli diede istruzione di rimanere a Parigi e gli consegnò del lavoro di traduzione con 3.000 franchi.
Il mese successivo, i due si rincontrarono, e Olga lo avvisò che sarebbe stato mandato o in Romania, o in Giappone. Sembra che i due si siano incontrati parecchie volte prima dell'estate: si suppone che tra i due fosse nata una relazione amorosa.
Nell'autunno dello stesso anno, Olga comunicò in via definitiva che la sua destinazione sarebbe stata il Giappone. Acconsentì inoltre affinché la moglie Edith lo seguisse in Estremo Oriente, essendo lei insegnante di ginnastica danese, molto in voga all'epoca nel paese del Sol Levante: ciò avrebbe garantito un'ottima copertura alla coppia europea. Inoltre Branko divenne corrispondente per il settimanale illustrato francese Vu, il quale voleva preparare un numero speciale sull'Estremo Oriente (numero che non fu mai pubblicato); vieppiù, grazie a scambi epistolari, fu assunto dal giornale jugoslavo Politika come corrispondente dal Giappone.
Vukelić partì da Marsiglia il 30 dicembre 1932. Fece un viaggio lungo con la sua famiglia via Suez e Singapore, sbarcando poi l'11 febbraio 1933 a Yokohama, giorno della festa nazionale del Kigensetsu, la commemorazione tradizionale della fondazione dello Stato per opera dell'imperatore Jinmu nel 600 a.C.

### La rete Sorge
Ad ottobre 1933, Richard Sorge, con lo pseudonimo di "Schmidt", entrò in contatto con Vukelić. Nei mesi antecedenti l'incontro, Branko ebbe più di qualche problema di adattamento, a causa delle scarse risorse economiche, delle spese della moglie e dell'alloggio tutto fuorché comodo nei famigerati appartamenti Bunka di Tokyo. La partenza anticipata rispetto ad altri membri della rete Sorge è da attribuirsi al fatto che a Parigi, nel 1932, la Sûreté Nationale aveva scoperto un membro del servizio segreto sovietico, Izaia Bir: il suo arresto fu seguito dalla fuga di uno dei dirigenti del Partito Comunista Francese, Jacques Duclos, e da importanti perquisizioni della polizia. Dato che Mosca riteneva fondamentale la costituzione di una rete di spionaggio in Giappone, si decise per una partenza immediata di Vukelić, cosicché non potesse essere arrestato prima.
Sorge si affrettò ad aiutare economicamente Branko, permettendogli di trasferirsi a Ushigome nel 1934. Grazie a Sorge, Vukelić fu introdotto in una cerchia più ampia di corrispondenti della stampa straniera, nonché di membri delle ambasciate francesi e britannici. Contestualmente, Sorge diede indicazioni a Vukelić affinché inserisse nel quotidiano Japan Advertiser un annuncio che recitasse come segue:
"CERCANSI stampe di vecchi maestri Ukiyo-e e libri inglesi sullo stesso argomento. Scrivere casella 423, Japan Advertiser, Tokyo".
L'annuncio servì per reclutare il quarto membro della rete Sorge, Miyagi Yotoku. Quest'ultimo si presentò alla sede dell'agenzia pubblicitaria: entrambi avevano nel portafoglio una banconota americana da un dollaro, e i due biglietti portavano numeri consecutivi, dando così ai due uomini un mezzo di reciproca identificazione.
Col tempo, il matrimonio tra Branko ed Edith terminò, e Vukelić intraprese una relazione con una traduttrice giapponese di nome Yoshiko Yamasaki: il matrimonio con quest'ultima venne considerato da Sorge come pericoloso e non lo approvò, ciò nonostante Vukelić decise di sposarsi ugualmente scatenando le ire del vertice della rete di spionaggio. Mosca, tuttavia, intercedette dichiarando che Vukelić sarebbe dovuto rimanere in Giappone per continuare le operazioni di spionaggio.
Durante la permanenza a Tokyo, Vukelić ebbe il compito di raccogliere informazioni dai giornali e settimanali giapponesi, nonché dai suoi contatti con le ambasciate e i giornalisti locali. Tra loro, conobbe Joseph Newman del New York Herald Tribune: attraverso il suo lavoro, nel 1939, contribuì ad amplificare la percezione che il Giappone avesse una minaccia nel Pacifico negli Stati Uniti, così da alleviare la pressione nipponica sul confine orientale dell'Unione Sovietica.

### La cattura e la morte
Nell'ottobre del 1941, la rete di spionaggio di Sorge fu rotta dall'intervento della Tokkō. Nonostante Sorge, tramite le sue deposizioni, tentò di sminuire il contributo di Miyagi e di Vukelić così da alleggerire la loro pena, Branko fu sentenziato con l'ergastolo, al pari di Max Klausen. 
Vukelić rimase nel carcere di Sugamo fino al giugno del 1944, quando fu trasferito alla prigione di Abashiri, nell'Hokkaidō, dove morì a causa dei rigori dell'inverno nel gennaio 1945. Yoshiko fu informata della sua dipartita il 15 dello stesso mese.
Il figlio nato dall'unione con Yoshiko, Hiroshi Yamasaki Vukelić, vive tutt'oggi in Giappone, e lavora sulle relazioni nippo-serbe.